# Schijftrilkorstje
Het schijftrilkorstje (Platygloea disciformis, synoniem: Achroomyces disciformis) is een schimmel behorend tot de familie Platygloeaceae. Het leeft saprotroof op hout. Ze groeien op afgestorven lindentakken. 

## Kenmerken
De vruchtlichamen hebben een diameter van ongeveer een halve centimeter. Ze zijn relatief dik en hebben een stevig-elastische consistentie. Ze ontwikkelen zich onder de bast van afgestorven lindentakken die nog in de boom zitten. Bij vochtig weer zwellen de zwammen en splijten de bast van hun substraat open. Op deze manier komt het sporenvormende oppervlak vrij aan de lucht en kunnen de sporen ontsnappen. Als het weer droger wordt, dan schrompelen de schijfjes, waardoor de bast zich weer terug vouwt en de paddenstoel aldus beschut verder kan groeien.

## Verspreiding
In Nederland komt het schijftrilkorstje matig algemeen voor. Het is niet bedreigd en staat niet op de rode lijst.